# Corte
Corte är en kommun i departementet Haute-Corse på ön Korsika i Frankrike. Kommunen ligger i kantonen Corte som tillhör arrondissementet Corte. År 2022 hade Corte 7 737 invånare.
1756 - 1769 var Corte huvudstad i den fria staten Korsika.

## Befolkningsutveckling
Antalet invånare i kommunen Corte
Referens:INSEE